# 菅田将暉のオールナイトニッポン
『菅田将暉のオールナイトニッポン』（すだまさきのオールナイトニッポン）は、2017年4月4日（3日深夜）から2022年4月5日（4日深夜）までニッポン放送をキーステーションに全国36局ネットで放送されていたラジオ番組である。
俳優・歌手の菅田将暉がパーソナリティを務めた。

## 概要
2017年2月10日に『菅田将暉のオールナイトニッポンGOLD』において、菅田が初めての「ひとりしゃべり」に挑み、リスナーからメールを募ったところ、1万2千通以上寄せられ、さらに、番組放送中に配信されたradikoのストリーム数が好調に推移した上に、タイムフリーの聴取率が40％以上を記録し、話題となった。
菅田はその時のパーソナリティの経験について「始まってみれば一瞬でしたが、最初の1時間は地獄でしたね。自分の言葉でやっていかないといけないので、アタフタしちゃった。本当にひどかったですよ。無の時間というか、聞いている人は10秒ぐらい音が流れなかったであろうこともあったり、エピソードを話し始めてもぐちゃぐちゃしたり」と苦労を語るも「後半は凄く楽しかったですね。こんなに楽しくていいのかなって」とも語っている。
その後、2017年3月8日に『ニッポン放送“春の新番組”パーソナリティ発表記者会見』が行われ、その中で、菅田将暉がオールナイトニッポンのパーソナリティになることが発表された。
今回の起用について、オールナイトニッポンチーフディレクターの藤原悠佑は「人気、知名度はもちろんですが」「素の自分をさらけ出すことに前向き、ラジオの向こうにいるリスナー一人ひとりを楽しませようとする意志が強い、番組を一緒に作っていこうというモチベーションが高くてモノづくりを楽しめる人、というところで菅田さんにお願いしようと思いました」と起用の理由について説明した上で、オールナイトニッポン（火曜から日曜の1時-3時）の主なリスナー層である10代から20代前半を中心に「心に刺さるような“人間・菅田将暉”の魅力がにじみ出る」という番組内容になればいいなとした上で、「ひとりの24歳の青年が、いま何に注目していて、何を面白いと感じ、何に不満を抱き、何に感動するのかなど、役者として以外の菅田さんの飾らない魅力が出るように努めていきたいと思います」と期待を寄せている。

### 番組終了
2021年12月20日深夜の放送内で、2022年3月をもって番組を卒業することを発表した。卒業の理由について菅田は「スタッフ陣とはけっこう前からお話をさせていただいて、番組側に正式に言ったのは夏くらいかな。その時は相談の段階で、正式に決まったと。理由としましては、シンプルにこんなことをリスナー含め、いつも応援してくれているファンのみなさまに話せる唯一の場で言うのもなんですが、シンプルに体力面です。」とした上で「もちろん、ただしんどいわけではないんですけど、俳優業との両立という意味で…。このラジオがベースの生活習慣になって、1週間を過ごすのですが、だいたい金曜まではこの生活習慣になるんですよ。おわかりの通り、フルテンションでやるし、できるだけ頭の中を動かせるだけ動かしてやるので。こんなことを伝えるべきではないのかもしれないけど。土日くらいになって、生活時間が戻って、夜寝て朝起きてっていう感じになるんです」と理由を説明した上で「みなさんには関係ない話なのですが、僕としては、オレだけ毎週、時差ボケが起こっているみたいな感じなので、これで今まで体調を大きく崩したみたいなことは幸いないんですけど、そんなことにならないようにも、このタイミングで一個区切りをつけんないけないな」と述べている。これについて、ニッポン放送社長の檜原麻希は2022年1月12日に行われた定例会見で「長く務めていただき、感謝している」と感謝の意を述べた。また、菅田が他の曜日のパーソナリティとの交流をしたことについても「横の連携もしていただいた」と述べた上で「ご結婚もされて、次のフェーズに行かれるが、われわれもまたご一緒できればと思う」とも述べた。
2022年3月24日、菅田が新型コロナウイルスに感染したため、最終回は2022年3月29日（28日深夜）から4月5日（4日深夜）に延期となった。同年3月29日（28日深夜）には代替番組として『松坂桃李のオールナイトニッポン』を放送した。
そして、2022年4月5日に最終回を迎え、番組の冒頭で菅田は「僕にとって初めてのレギュラーラジオ番組。ラジオって、人間そのものじゃないかな。菅田将暉という人間が、ラジオの前であなたとつながる。人間菅田将暉劇場、今宵（こよい）閉幕です」と述べた。エンディングでは「リスナーは泣いてるかな?　いずれ、誰かのゲストなのか分からんけども、また僕が来ることもあるかもしれないし、この番組は終わりますけど、また新たに自分に合った居場所を見つけてくださいよ。おれも、全部を辞めるわけじゃないし、一生ラジオはやらんっていうことでもないし。またそんな出会いがあればな、とは強く願いますけど、こんな時間をもらえて本当、感謝ですね。ありがとうございました」と述べた上で「この世界入って、このラジオで1個、区切りなんですよ。”菅田将暉業”というのが。その第1章みたいなものがみなさんとともに終えれたなあ、と。気持ち良く終われたなあと思っております。また会える日を楽しみにしております。5年間お付き合いいただきありがとうございました。ほな!」と締め、5年間の番組の歴史に幕を閉じた。

### 一夜限りの復活
2023年2月1日、オールナイトニッポンの55周年を記念した特別プログラム『オールナイトニッポン55周年記念 オールナイトニッポン55時間スペシャル』内で一夜限りの復活を発表。同年2月18日の21時台に放送された。

## 放送時間
- 火曜 1:00-3:00（月曜日深夜）

## パーソナリティ
- 菅田将暉

## ゲスト
| 2017年   | 2017年                                           | 2017年 | 2017年 |
| 放送日   | ゲスト                                           | 概要 |        |
| -------- | ------------------------------------------------ | --- | ------ |
| 4月17日  | 野村周平・竹内涼真・間宮祥太朗・志尊淳・千葉雄大 | 映画『帝一の國』スペシャル                                                                                                   |        |
| 6月12日  | 山田孝之                                         | ゲストとして呼んだものの、山田が番組に対して非協力的だったため、それ以降山田は出禁となった。                                 |        |
| 7月10日  | ムロツヨシ                                       | 前回出禁となった山田孝之がなぜかムロの携帯に私用電話をかけてきて声だけ参加。長澤まさみからもメールが届く。                   |        |
| 8月21日  | 山﨑賢人                                         | 番組ではまた二人で共演したいなどと話していたが、実はこの時すでに日本テレビ系のドラマ「トドメの接吻」での共演が決まっていた。 |        |
| 10月9日  | ユースケ・サンタマリア                           | 映画「あゝ、荒野」の番宣。                                                                                                   |        |
| 10月16日 | 米津玄師                                         | |        |
| 11月20日 | 桐谷健太                                         | 映画「火花」の番宣。 |        |
| 12月11日 | 高橋トミカ                                       | |        |

| 2018年   | 2018年                               | 2018年 | 2018年 |
| 放送日   | ゲスト                               | 概要 |        |
| -------- | ------------------------------------ | --- | ------ |
| 1月29日  | 松坂桃李                             | |        |
| 2月5日   | 松坂桃李                             | 松坂側よりまた出たいと逆オファーがあり、サプライズで再びゲスト出演した. |        |
| 2月26日  | 山崎賢人                             | |        |
| 4月2日   | 杉野遥亮                             | |        |
| 4月16日  | 上白石萌音、花江夏樹、山下健二郎ほか | ラジオドラマ「明るい夜に出かけて」放送 |        |
| 4月23日  | 山田裕貴                             | 映画「となりの怪物くん」番宣。 |        |
| 5月21日  | 松坂桃李                             | 松坂が番組へのメールで自ら来週出たいと逆オファーしてきたことにより３度目の出演。 |        |
| 6月4日   | 石崎ひゅーい                         | 公開収録によるミニライブを行った。 |        |
| 6月11日  | 三四郎                               | 相田の提案によりコーナー「ショートシャンクの空に」が誕生。 |        |
| 7月2日   | さだまさし                           | |        |
| 7月23日  | 小栗旬                               | 映画「銀魂2 掟は破るためにこそある」の他局のテレビでの番宣収録のロケ先である名古屋から、小栗とともに放送した。 |        |
| 7月30日  | 山下大輝、梶裕貴                     | 『僕のヒーローアカデミア THE MOVIE 〜2人の英雄〜』スペシャルとして、三宅健太、岡本信彦、佐倉綾音による特別ジングルが流れた。 |        |
| 9月17日  | 松坂桃李                             | 松坂が「休みが取れたため出たい」と直談判で逆オファーしてきたことにより出演。なお出演の際に「オールナイトニッポンGOLDやります！」という妄想を語ったところ、これがキッカケとなって、2019年1月18日に「オールナイトニッポンGOLD」のパーソナリティーを務めることになった。 |        |
| 10月15日 | 中村倫也                             | 朝ドラに出演していた中村にちなみ「夜の単発ラジオ小説（夜ドラ）」企画を放送。 |        |
| 11月12日 | 太賀                                 | |        |
| 12月11日 | あいみょん、石崎ひゅーい             | あいみょんの演奏で三人で弾き語りを行った。 |        |

| 2019年   | 2019年                     | 2019年 | 2019年 |
| 放送日   | ゲスト                     | 概要 |        |
| -------- | -------------------------- | --- | ------ |
| 2月4日   | くっきー（野性爆弾）       | 菅田の希望によりくっきー主催の肉糞亭一門への参加を認められ、「肉糞亭うねりアバラ」の名をもらう。 |        |
| 2月25日  | 上野隆博                   | |        |
| 4月15日  | 緒方恵美、阪口大助         | 映画『シャザム!』スペシャル。緒方恵美、阪口大助による特別ジングルが流れた。 |        |
| 4月22日  | 米津玄師                   | 米津が作詞・作曲を手がけた菅田の新曲「まちがいさがし」が初オンエア。2019年に米津がメディアに（VTR等でなく）出演したのはこの放送だけであった。 |        |
| 5月6日   | 三四郎                     | NHK・民放特別番組『今日は一日"民放ラジオ番組"三昧〜#このラジオがヤバい〜』生出演の為前半は渋谷・NHKから移動中の放送。同番組のメインMCである三四郎が後半に出演した。 |        |
| 6月10日  | 柴田隆浩（忘れらんねえよ） | 「ショートシャンクの空に」歌ネタver.としてアコギで生演奏した。また、菅田の二枚目のアルバム『LOVE』より柴田が提供した新曲「7.1oz」が初オンエアされた。 |        |
| 7月22日  | 柄本佑、奥野瑛太           | 柄本、奥野とは菅田が主演を務める映画『アルキメデスの大戦』にて共演。 なお放送前に監督の山崎貴が自身のTwiiterにて『アルキメデススペシャル』と宣伝したにもかかわらず、映画の話はリスナーから指摘されるまで一切行われなかった。 |        |
| 8月5日   | Creepy Nuts(R-指定&DJ松永) | 2019年7月9日放送分から約4週に渡ってお互いのラジオで話題に上っていたことから、ゲスト出演が決定。 この放送の後、菅田とCreepy Nutsの二組で楽曲製作を行う事が正式に発表された。 |        |
| 8月26日  | 星野源                     | 「私たちの脳内アオハル2019」という特別コーナーを放送。 |        |
| 9月23日  | 石崎ひゅーい               | 映画の撮影のため北海道からの放送。 |        |
| 10月7日  | 松坂桃李                   | 遊戯王話をしに松坂が勝手に押しかけてくることが続いたため出禁となっていたが、映画「蜜蜂と遠雷」「HELLO WORLD」番宣のため1年ぶりに出演。しかしやはり遊戯王話に終始した。 |        |
| 10月14日 | TOSHI-LOW （BRAHMAN）      | オールナイトニッポン・ミュージックウィークとしてミュージシャンが各番組を担当する特別編成。映画「あゝ、荒野」の主題歌が縁で親交のあるTOSHI-LOWがゲスト出演したが 放送中、ずっとビールを飲んでいたTOSHI-LOWが酔っ払った勢いで菅田を引き連れ、後番組であったハマ・オカモトのANN0にまで乱入したため、ハマが本気で迷惑がるという事態が発生。りょうからの直電でようやくTOSHI-LOWは退散するが、帰り際にハマは「菅田だけは絶対許さない」と言い放つ。 |        |
| 11月18日 | 間宮祥太朗                 | 間宮主演の映画「殺さない彼と死なない彼女」番宣。 |        |
| 12月9日  | ノブ（千鳥）               | |        |

| 2020年   | 2020年                                                                                       | 2020年 | 2020年 |
| 放送日   | ゲスト                                                                                       | 概要 |        |
| -------- | -------------------------------------------------------------------------------------------- | --- | ------ |
| 2月18日  | バカリズム                                                                                   | ニッポン放送「スペシャルウィーク」の一環として出演。バカリズムとは初対面であった。 |        |
| 3月24日  | 井口理（King Gnu）                                                                           | 2019年度最後の放送。井口の所属するKing Gnuのメンバー・常田大希になれるのは誰だという名目で「常田選手権」を勝手に開催。 また、菅田と井口でBUMP OF CHICKENの天体観測を歌うという珍シーンもあった。 |        |
| 4月21日  | 松坂桃李、那須川天心、R-指定（Creepy Nuts）、Zeebra、Mummy-D（RHYMESTER）（全5名、電話出演） | 新型コロナウィルスによる緊急事態宣言に伴い、ニッポン放送とは別の場所でリモート放送を行った。 何かの分野で日本一になったことがある人々を集めて「日本一元気ラジオ」と銘打ち放送。那須川が前週の放送にて自身のTwiiterで菅田と試合をして敗北した夢を見たという話題を取り上げた事が縁となり出演が決定したことで、急遽決まった企画であるが、那須川以外は結局松坂桃李、R-指定といういつものメンバーが集められた。Zeebra、Mummy-DはR-指定が電話出演前に別件でリモート通話をしていた所から、R-指定の電話越しに出演した。 |        |
| 6月30日  | Creepy Nuts                                                                                  | 菅田は前週にCreepy Nutsのラジオにゲスト出演。また、二組で製作したコラボ曲『サントラ』がフルで初オンエアされた。 |        |
| 7月28日  | オカモトショウ、オカモトレイジ（OKAMOTO'S）                                                  | 同年8月7日に配信リリースされる菅田とOKAMOTO'Sのコラボ曲『Keep On Running』を初オンエア。 |        |
| 8月4日   | 米津玄師                                                                                     | かつて米津が菅田に提供し、自身のアルバムでセルフカバーした米津バージョンの「まちがいさがし」を初オンエア。なお発表時に菅田は今年の米津のメディア露出はこの番組のみと息巻いていたが、実際はTOKYO FMで8月1日より一ヶ月限定で米津の特別番組がOAされる事を後で知り、爆拗ねしてしまった。 |        |
| 8月18日  | 斎藤工                                                                                       | 映画『糸』の番宣。斉藤はこの日のために事前に大量のネタを仕込んでメモしてくるという用意周到さであった。 |        |
| 9月8日   | 綾野剛                                                                                       | 菅田と綾野はTBS系テレビドラマ『MIU404』で共演。放送では2人ともパジャマ姿で臨み、ドラマの裏話を展開した。ちなみに、綾野はこの番組のヘビーリスナーであることも判明した。 |        |
| 9月15日  | 小山田壮平                                                                                   | バンド「andymori」「AL」のボーカルで、菅田が大ファンであるので、ゲスト出演した。実は小山田と菅田の関係性はツイッターで小山田が菅田にツイッターで返信をして、そこから交流が始まったというエピソードを披露した。 |        |
| 10月13日 | 仲野太賀                                                                                     | 映画「生きちゃった」の番宣。 |        |
| 10月20日 | かまいたち                                                                                   | ニッポン放送「スペシャルウィーク」の一環として出演。 |        |
| 11月3日  | 石崎ひゅーい                                                                                 | 録音放送。石崎の新曲『Flowers』が初オンエアされた。 |        |
| 11月24日 | 木村昴                                                                                       | 映画『STAND BY ME ドラえもん 2』に木村昴はジャイアン役として出演し、菅田は主題歌を歌っている。 |        |
| 12月15日 | 四千頭身、八乙女光（Hey! Say! JUMP）                                                         | ニッポン放送「スペシャルウィーク」の一環として出演。最初は四千頭身のみの出演が予定されていたが、前週の放送で八乙女の追加出演が急遽発表され「忘年会」企画となった。あまり面識のないメンツだったため最初はぎこちない合コンのような雰囲気であったが、ゲームなどで徐々に盛り上がり、翌年のクリスマス会も同じメンツで開くことが予告される。 |        |

| 2021年   | 2021年                   | 2021年 | 2021年 |
| 放送日   | ゲスト                   | 概要 |        |
| -------- | ------------------------ | --- | ------ |
| 2月16日  | 松坂桃李                 | ニッポン放送「スペシャルウィーク」の一環として出演。 |        |
| 3月16日  | 竹内涼真                 | 2017年4月のSPWに放送された「映画『帝一の國』スペシャル」以来の出演。竹内が主演を務める日本テレビ系ドラマ『君と世界が終わる日に』にて菅田が主題歌「星を仰ぐ」を担当。 |        |
| 4月19日  | 神木隆之介、仲野太賀     | 菅田が主演を務めるドラマ『コントが始まる』で共演の神木、仲野が出演。 |        |
| 6月8日   | 奇妙礼太郎               | 録音放送。 |        |
| 6月15日  | Fukase（SEKAI NO OWARI） | SPW。菅田とFukaseは共に映画『キャラクター』でW主演を務めている。 |        |
| 8月2日   | 野田洋次郎               | 菅田が主演を務める映画『キネマの神様』で共演した野田が出演。 |        |
| 9月6日   | マヂカルラブリー         | SPW。2組ともお互いに意識をしており、特に2021年1月5日（4日深夜）に放送された『マヂカルラブリーのオールナイトニッポン』の中で、野田クリスタルが「菅田さんは芸能人で唯一、野田クリスタルのYouTubeを見ている存在として本当に大切にしていかなきゃいけない」と述べていた。     |        |
| 9月13日  | Creepy Nuts              | Creepy Nutsのアルバム『Case』の宣伝。2020東京オリンピックの閉会式において、DJ松永のみが出演したことについても本人に追及した。 |        |
| 10月18日 | 星野源                   | SPW。星野は菅田が主演を務める映画『CUBE 一度入ったら、最後』に主題歌として新曲『Cube』を提供している。またこの週では菅田が次の日の『星野源のオールナイトニッポン』にゲスト出演した（スケジュールの都合で生出演はせず、この番組の放送前に事前録音された音源を放送した）。 |        |
| 11月29日 | 小栗旬                   | ドラマ『日本沈没-希望のひと-』に小栗は主演として出演し、菅田はエンディングを歌っている。 |        |
| 12月13日 | 山田裕貴                 | SPW。その日の菅田はスタジオに来ずニッポン放送とは別の場所でリモート放送を行った。 |        |

| 2022年  | 2022年             | 2022年 | 2022年 |
| 放送日  | ゲスト             | 概要 |        |
| ------- | ------------------ | --- | ------ |
| 1月18日 | 松坂桃李           | 番組終了に因んだ『呼んどく人呼んどかないとシリーズ』第一弾。                                                                                          |        |
| 1月25日 | 山﨑賢人           | 『呼んどく人呼んどかないとシリーズ』第二弾。ニッポン放送「スペシャルウィーク」の一環として出演。                                                      |        |
| 2月1日  | 永山瑛太           | 菅田とはテレビドラマ『ミステリと言う勿れ』で共演。 |        |
| 2月8日  | 仲野太賀           | |        |
| 3月1日  | 井口理（King Gnu） | |        |
| 3月8日  | 石崎ひゅーい       | |        |
| 3月15日 | Creepy Nuts        | Creepy Nutsは菅田の後任として、2022年4月から月曜日のオールナイトニッポンの後任を担当。8日の放送時点ではシークレット・ゲストとして名は伏せられていた。 |        |
| 3月22日 | 米津玄師           | |        |

## コーナー
東京ダースーコレクション
内容自体は『生粋のファッショニスタである菅田にリスナーが「最先端のファッション」を菅田に教えるコーナー』だが、コーナー内では「○○スタイル」で括ったファッションとは関係のないネタメールが多数寄せられる。元ネタは「東京ガールズコレクション」。2022年3月22日放送分にて終了。
月曜エンタメアカデミー
菅田がエンタメの王になるため、音楽、映画、テレビ、舞台、お祭り、アクティビティーのニュースなどを募集するコーナー。既存のコーナーだった「月曜音楽アカデミー」のテーマが音楽だけであり、間口を広げるため三四郎・相田周二によりアレンジされた形となる。動物ネタのときには映画「ズートピア」のテーマソング「トライ・エヴリシング（日本版）」が流れるのが恒例だが、最近はバイオ系生物ネタの時にもこの歌が使用されている。2022年4月5日放送分にて終了。最終回では「月曜音楽アカデミー」時代の際に大量に送られてきた為に禁止となっていた『スティーヴン・タイラーのネタニュースに関してはウソOK』のルールが解禁された。
100パー漫画!
漫画に100%ありそうなキャラクターや展開、シチュエーションを紹介する。目標は「菅田将暉のオールナイトニッポン」原作の漫画を作ることだそう。これまでのテーマは、「少年バトル漫画」「学園漫画」「超能力」であった。途中から「菅田★戯★王」のコーナー開始に伴い、コーナーが縮小され、テーマフリーのジングルとしてのコーナーになったが、ジングルの変更が無くなったため、コーナー自体が自然消滅する形となった。
ショートシャンクの空に
ゲストに来た三四郎・相田周二が考案したコーナー。壮大なBGMに乗せてリスナーから送られてきたショートストーリーを朗読する。元ネタは映画『ショーシャンクの空に』。2022年4月5日放送分にて終了。
「菅田★戯★王」
完全オリジナルカードゲーム「菅田★戯★王」のカードをリスナーと一緒に考えていくコーナー。松坂桃李が自分の主演映画の宣伝でゲスト出演した回で、なぜか映画そっちのけで『遊☆戯☆王』について語りだして生まれた。モンスターカードよりも日常あるあるや愚痴をカード化したネタがメインとなっていたが、2018年6月4日放送分にて当の松坂がいないと処理しきれない、メールを読む時の負担が大きい等の理由で惜しまれつつも終了した。2018年9月17日、2019年10月7日に松坂がゲスト出演した際に一夜限り復活した。2019年1月18日、2021年8月23日、2022年3月28日に放送された「松坂桃李のオールナイトニッポン（2019年のみGOLD枠）」では本コーナーをモデルとした「桃★戯★王」を実施した。
NO LIMIT!
『ユニバーサル・スタジオ・ジャパン』の開業20周年イベント『ユニバーサル・スタジオ・ジャパン20周年“NO LIMIT!”』とのタイアップコーナー。リスナーが体験した『NO LIMIT!』な出来事を募集する。毎週、採用されたメールの中から1名にUSJのオフィシャルグッズがプレゼントされる。2021年9月末からはコーナーが『NO LIMIT!人生相談』にリニューアルされた。2022年3月22日放送分にて終了。

## 番組グッズ
- 全てこの番組によるオリジナルファッションブランド「NAGORI」からの発売（2022年4月4日29時まで受付）

オフィシャルパジャマ
2019年11月に番組コーナー『東京ダースーコレクション』の番外編として「パジャマプロジェクト」が発足し、深夜帯に放送されていることから「番組を聴く際の“ユニフォーム”として“目が覚めるようなパジャマ”」をリスナーからアイデアを募集して、制作した。そのパジャマの模様にはパーソナリティの菅田が前から「流行らせる」と言ってきたミサンガの柄に、そのミサンガに「SUDA」「RADIO」「ALLNIGHT」といった文字が印刷された。2020年4月7日1時（4月6日深夜）から販売の受付を始めた。
完全受注生産。
オフィシャルパーカー
オフィシャルパジャマに続く第二弾として製作された。テーマは「大人パーカー」。前回に引き続き、2020年11月からコーナー内でリスナーからデザイン案を募集。採用されたデザインから作られたロゴマークが刻印されたタグや、右側のみが綴じられたフェイクポケット、背中部分にはリスナーから寄せられた案を英文にしたものが印刷されているなど、数々のこだわりが散りばめられたデザインとなっている。これに関して菅田は「リスナーとパーソナリティの歴史が詰まった素敵なパーカーができました！こだわりの一品になっております。タグの一個一個に込められた思いをぜひ、感じ取ってください。」とコメントしている。2021年2月1日1時（2月2日深夜）から予約の受付を始めた。
完全受注生産。
オフィシャルTシャツ
オフィシャルパジャマに続く第三弾として製作された。テーマは「旅」。表面にはペナント、裏面にはスタンプをモチーフとした柄が多く盛り込まれている。色は白、黒、黄色の三種類。また今回のTシャツ製作に伴い、第1弾のパジャマと第2弾のパーカーの色違い（パジャマは赤色、パーカーは黒色）も同時に発売された。
完全受注生産。
NAGORIオフィシャルカタログ
上記のNAGORIブランドを菅田が着用した写真を収めたオフィシャルカタログ。カメラマンは仲野太賀が担当。
完全受注生産。

## 番組の流れ
数分間菅田がしゃべり、その後『BITTERSWEET SAMBA』が流れる。合計で30分ほど菅田のフリートークがあり、その後はテーマメールやコーナーを行う。多くの場合、リスナーはメールをふざけて送ってくる。そのため、菅田は「リスナーとファンは別」といった発言をしばしば行なっている。

## テーマ曲・BGM
- オープニング：Herb Alpert & The Tijuana Brass「BITTERSWEET SAMBA」
- 東京ダースーコレクション：ザ・チェインスモーカーズ「#Selfie」
- 月曜エンタメアカデミー：チャイコフスキー「弦楽四重奏曲第1番アンダンテ・カンタービレ」
- エンディング：グー・グー・ドールズ「Here Is Gone」

### CMフィラー
番組開始から2019年3月まで
- ブリンク 182「First Date」
- グッド・シャーロット「The Anthem」
- チャド・クルーガー feat. ジョセイ・スコット「Hero」
- リンキン・パーク「Numb」
- ウィーザー「Island in the Sun」
- グリーン・デイ「Good Riddance (Time of Your Life)」

2019年4月から最終回まで
2020年5月18日から、一部の放送局では流れなくなった。
- カルヴィン・ハリス&デュア・リパ「One Kiss」
- ゼッド、マレン・モリス、グレイ「The Middle」
- エド・シーラン「Castle on the Hill」

2019年4月から2020年5月11日まで
- マルーン5 feat. カーディ・B「Girls Like You」
- クリーン・バンディット feat. デミ・ロヴァート「Solo」
- アヴィーチー「The Nights」
- ポスト・マローン「Sunflower」

## スタッフ
- ディレクター：野上大貴
- 構成：福田卓也、トゥルーマン翔
- ミキサー：若林千真（2021年2月卒業）→大沢和隆（2021年3月より）

## 放送休止事例（代理番組）

### 代理番組

#### 2017年
- 5月29日 - くりぃむしちゅー[20]

#### 2018年
- 1月1日 - フットボールアワー
- 8月27日 - バカリズム（お笑いラジオスターウィークの一環）
- 10月22日 - 吉岡聖恵
- 12月24日 - Kis-My-Ft2（オールナイトニッポン ラジオ・チャリティー・ミュージックソン）
- 12月31日 - 三四郎（三四郎のオールナイトニッポン 2019新春初笑いスペシャル 第1部）

#### 2019年
- 1月21日 - 千葉雄大
- 9月2日 - 出川哲朗・堀内健
- 11月4日 - 前田裕二（ゲスト：大倉忠義（関ジャニ∞））
- 12月16日 - 中村倫也

#### 2020年
- 1月6日 - ミルクボーイ
- 9月21日 - 東野幸治（ゲスト：山田ルイ53世（髭男爵）・ウノT（放送作家）、お笑いラジオスターウィークの一環）
- 12月21日 - 那須川天心

#### 2021年
- 1月4日 - マヂカルラブリー
- 1月25日 - 堀内健・出川哲朗
- 6月21日 - シン・エヴァンゲリオンのオールナイトニッポン[21]
- 8月23日 - 松坂桃李
- 11月8日 - 関ジャニ∞（関ジャニ∞のオールナイトニッポン）

#### 2022年
- 1月3日 - 松下洸平

### ピンチヒッター
- 2020年4月27日 - 西川貴教（※この日は通常通り放送する予定だったが、体調不良になったため2日前に急遽決定）
- 2022年3月28日 - 松坂桃李 （※前述の通り、この日は最終回で通常放送する予定だったが、菅田が新型コロナウィルスに感染したため急遽変更になった。）[8]